# Uloborus leucosagma
Uloborus leucosagma là một loài nhện trong họ Uloboridae.
Loài này thuộc chi Uloborus. Uloborus leucosagma được Tord Tamerlan Teodor Thorell miêu tả năm 1895.